# Vanwykia
Vanwykia is een geslacht van planten uit de familie Loranthaceae. De soorten komen voor van Tanzania tot in Zuid-Afrika. Het geslacht is vernoemd naar de Zuid-Afrikaanse botanicus Pieter van Wyck (1931–2006).

## Soorten
- Vanwykia remota (Baker & Sprague) Wiens
- Vanwykia rubella Polhill & Wiens